# Blažejov
Blažejov település Csehországban, a Jindřichův Hradec-i járásban. Blažejov Nová Olešná, Jarošov nad Nežárkou, Hospříz, Bednárec, Rodvínov és Střížovice településekkel határos. Lakosainak száma 475 fő (2024. január 1.).

## Népesség
A település lakosságának változását az alábbi diagram mutatja:
| Lakosok száma | 1206 | 891  | 922  | 516  | 333  | 434  | 439  | 454  | 468  | 475  |
|               | 1869 | 1900 | 1921 | 1961 | 1980 | 2011 | 2016 | 2019 | 2021 | 2024 |